# コーナン

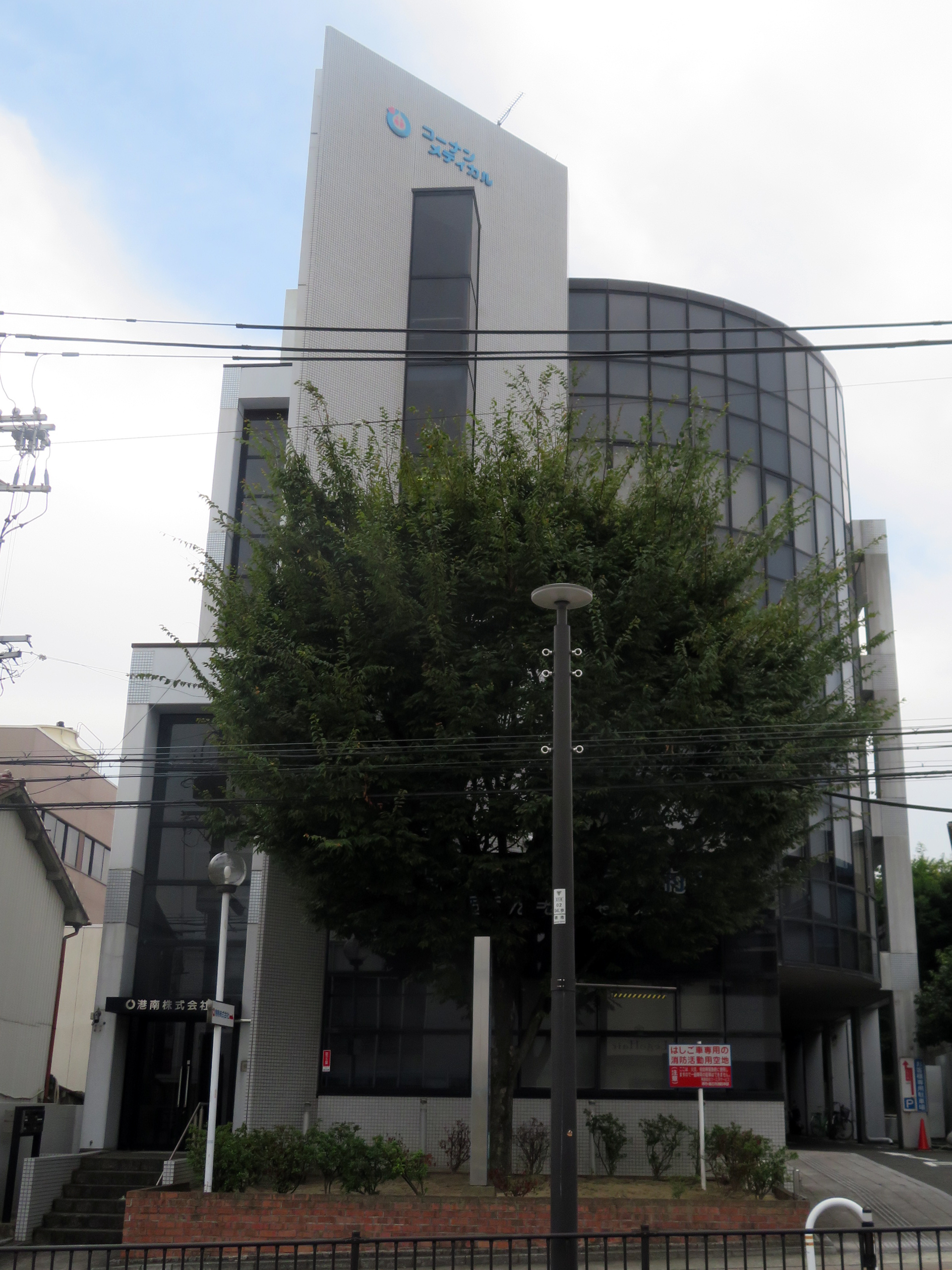
登記上本店

コーナンは、大阪府大阪市淀川区に本社を置くコーナン商事株式会社（コーナンしょうじ、Kohnan Shoji Co.,Ltd.）が運営するホームセンターチェーンの店舗ブランド。ホームセンターコーナン（HC）、コーナンPRO（コーナンプロ）、コーナンホームストック（home stock）の店名で近畿地方を中心に営業している。本項では運営会社のコーナン商事株式会社についても記述する。

## 歴史・概要
1961年（昭和36年）1月に疋田耕造が港南石油商会を創業したのが始まりで、1967年（昭和42年）7月24日に株式会社港南石油商会を設立して法人化し、1974年（昭和49年）2月に港南株式会社に商号を変更した。
1978年（昭和53年）9月20日に港南株式会社が資本金1,000万円で大阪府堺市熊野町東四丁4番23号にコーナン商事株式会社を設立し、同年12月23日に大阪府堺市にコーナン泉北店を開店してホームセンター事業に参入した。
1984年（昭和59年）4月27日に神戸市西区に玉津店を開店し、大阪府以外での出店を開始した。
1988年（昭和63年）3月に発注業務をオンライン化し、1992年（平成4年）に南港流通センターを開設した。
1995年（平成7年）にはPOR（ピー・オー・アール）システムとPOSシステム（ポスシステム）の導入を開始し、1996年（平成8年）10月にPOSシステムの導入が完了。
その間の1996年（平成8年）9月30日には大阪証券取引所第2部に上場した。
1990年代半ばからは、通常は郊外に出店するホームセンターを逆に都心部に出店する出店戦略に取り組むと共に、店舗の大型化を進めるなど店舗戦略の見直しを進めた。
1998年（平成10年）3月に花仕入を目的として株式会社ハイ・ジー・サービスを設立し、同年8月に花や観葉植物用の大型温室を併設した店舗の出店を開始した。
1999年（平成11年）10月に住友クレジットサービス・紀陽カードサービスと提携し、コーナンVISAカードの発行を開始し、同年12月に海外商品調達と商品供給を目的として大阪エイチシー株式会社を設立した。
2008年（平成20年）9月に港南株式会社の石油販売事業及び石油製品小売業であるコーナンフリート株式会社（現・エネクスフリート株式会社）を伊藤忠エネクスへ売却し、祖業である石油製品小売業からは撤退した。
2017年（平成29年）5月に小田急電鉄からビーバートザン（神奈川県厚木市、元は箱根登山鉄道のDIY部門）の全株式を取得して子会社化。2023年（令和5年）3月1日に吸収合併して「ビーバートザン」の運営を引き継いだ。
九州へは経営破綻したオサダの店舗に居抜き出店することで約15年ぶりに再進出、2020年（令和2年）3月には提携先のホームインプルーブメントひろせ（以下、HIヒロセ）が運営していた店舗を「コーナンPRO」に転換する形で熊本県へ進出した。
海外では2016年（平成28年）にベトナムへ進出した。
2019年（平成31年）4月1日に楽天株式会社が運営する共通ポイントサービス「楽天ポイントカード」を導入し、取り扱いを開始した（コーナンでのポイント付与率は税抜200円毎に1ポイント付与）。同時に、加盟企業提携カードでは初となる楽天公式キャラクター「お買いものパンダ」をデザインし、コーナンオリジナル「楽天ポイントカード」を配布開始。また同日より、同社独自のチャージ式プリペイド型電子マネー「コーナンPay」を導入しサービス開始。サービスカウンターで即時発行可能なプラスチックカードと、「コーナンアプリ」から発行するモバイルカードの2形態を用意した。
パン・パシフィック・インターナショナルホールディングス（以下、PPIH）の子会社であるドイトから2020年（令和2年）2月1日にはホームセンター事業及びリフォーム事業を会社分割（簡易吸収分割）により承継し、同月19日に「コーナンドイト」「コーナンPROドイト」として承継・開店した。
同年9月4日に4本社事務所跡地に「CAMP DEPOT」1号店として鳳東町店を開店してキャンプ用品専門店事業に参入した。

2023年（令和5年）6月1日にはHIヒロセ（同社が運営していた業務スーパー事業は吸収分割により新設会社の株式会社フレッシュフーズファクトリーへ承継）を子会社化した。

## 沿革
- 1961年（昭和36年）1月 - 疋田耕造が港南石油商会を創業[2]。
- 1967年（昭和42年）7月24日[広報 4] - 株式会社港南石油商会を設立して法人化[2]。
- 1974年（昭和49年）2月 - 港南株式会社に商号を変更[2]。
- 1978年（昭和53年）
  - 9月20日[広報 2] - 港南株式会社が経営の多角化のため、資本金1,000万円で大阪府堺市熊野町東四丁4番23号にコーナン商事株式会社を設立[広報 5]。
  - 12月23日 - 大阪府堺市に1号店、コーナン泉北店を開店[3]。
- 1982年（昭和57年）11月 - ホームセンターリックスを運営する株式会社リックスを買収[広報 5]。
- 1986年（昭和61年）
  - 8月 - 本社を大阪府堺市鳳東町四丁401番地1に移転[広報 18]（現在も登記上の本店所在地[広報 1]。港南株式会社の本社があり、疋田米造が運営するコーナンメディカル鳳総合健診センターがある）。
  - 9月 - 日本DIY協会に加盟[広報 18]。
  - 10月 - 株式会社リックスから営業権を譲受し、ホームセンターリックスを直営化[広報 5]。
  - 12月 - 株式会社ビーバーエイトから営業権を譲受し、ホームセンタービーバーエイトを直営化[広報 5]。
- 1988年（昭和63年）3月 - 発注業務をオンライン化[広報 5]。
- 1992年（平成4年） - 南港流通センターを開設[5]。
- 1995年（平成7年）
  - PORをシステムを導入[5]。
  - 大東市に第2流通センターを開設[5]。
  - POSをシステムの導入を開始[5]。
- 1996年（平成8年）
  - 9月30日 - 大阪証券取引所第2部に上場[1]。
  - 10月 - POSシステムの導入が完了[6]。
- 1997年（平成9年）10月 - 堺市に堺流通センターを開設[広報 5]。
- 1998年（平成10年）
  - 3月 - 花仕入を目的として株式会社ハイ・ジー・サービスを設立[8]。
  - 8月 - 花や観葉植物用の大型温室を併設した店舗の出店を開始[8]。
- 1999年（平成11年）
  - 5月 -本社を大阪府堺市鳳東町六丁637番地1に移転[広報 18]。
  - 10月 - 住友クレジットサービス・紀陽カードサービスと提携し、コーナンVISAカードの発行を開始[9][10]。
  - 12月 -　海外商品調達と商品供給を目的として大阪エイチシー株式会社を設立[広報 5]。
- 2000年（平成12年）
  - 3月 - 徳永木材有限会社からホームセンタージョイフル徳永2店舗を譲受し、ホームセンターコーナンとして新装開店[広報 5]。
  - 9月 - 兵庫県津名郡津名町に小型ホームセンター「ホームストック」1号店を開店[広報 5]。
  - 10月 -　京都府八幡市に京都流通センターを開設[広報 5]。
  - 11月 -　大阪府枚方市に枚方野村店を開店し、100店舗を達成[広報 5]。
- 2001年（平成13年）
  - 2月 -　大阪証券取引所第1部に指定替え[広報 18]。
  - 8月 -　大阪府泉大津市に泉大津輸入商品センターを開設[広報 5]。
  - 10月 -　東京証券取引所第1部に上場[広報 18]。
- 2002年（平成14年）
  - 11月 - 丸長商事株式会社のホームセンター5店舗を分離した株式会社まるちょうを子会社化し、和歌山コーナン株式会社に商号変更[広報 5]。
  - 11月 - コーナン商事ユニオンが結成され、UIゼンセン同盟に加盟[広報 19]。
- 2003年（平成15年）
  - 3月 - 子会社の和歌山コーナンを吸収合併[広報 18]。
  - 4月 - 大阪府摂津市に摂津流通センター、神奈川県相模原市に相模原流通センターを開設[広報 5]。
  - 保土ヶ谷星川店（神奈川県）と本羽田萩中店（東京都）を開店し、関東地方に進出[広報 20]。
  - オンラインショップ「コーナンe-shop」を開設[広報 20]。
- 2004年（平成16年）
  - 2月 -　岡山県赤磐郡熊山町に岡山流通センターを開設[広報 5]。
  - 11月 -　愛知県小牧市に小牧輸入商品センターを開設[広報 5]。
  - 経営破綻したディスカウントストアのオサダから、小戸店（→コーナンめいのはま店）、大塔店を取得。
- 2005年（平成17年）
  - 1月 -　福岡県糟屋郡粕屋町に福岡流通センターを開設[広報 5]。
  - 4月 -　神戸市西区に神戸西流通センターを開設[広報 5]。
  - 11月 -　大阪府貝塚市に貝塚流通管理センターを開設[広報 5]。
- 2006年（平成18年）2月 -　会社分割により、大阪エイチシー株式会社の輸入業務及び不動産賃貸事業を承継[広報 5]。
- 2007年（平成19年）
  - 8月8日 - K・F株式会社を子会社化[広報 5]。
  - 9月 - コーナンロジスティックス株式会社を設立[広報 18]。
  - 10月 -　K・F株式会社を吸収合併[広報 18]。
- 2008年（平成20年）
  - 8月 - 大阪府摂津市に摂津流通センターを閉鎖[広報 21]。
  - 9月 - 港南株式会社の石油販売事業及び石油製品小売業であるコーナンフリート株式会社（現・エネクスフリート株式会社）を伊藤忠エネクスへ売却[広報 6]。
  - コーナンPRO熱田四番町店とコーナンPRO一宮店を開店し、東海地方でコーナンPROの展開を開始[広報 20]。
  - ホームストック上冨田店に「こ〜なん産直館」1号店を開店[広報 20]。
- 2009年（平成21年）
  - 1月 -　横浜市鶴見区に横浜流通センターを開設[広報 21]。
  - 3月 -　広島市安芸区に広島流通センターを開設[広報 22]。
- 2011年（平成23年） 9月 - 東北地方に初出店（PRO仙台東インター店）[広報 22]。
- 2012年（平成24年）- コーナンPRO港北インター店を開店し、関東地方でコーナンPROの展開を開始[広報 20]。
- 2013年（平成25年）
  - 4月 -　大阪府貝塚市に新貝塚流通センターを開設[広報 22]。
  - ホームセンターコーナンあすと長町店を開店し、東北地方でホームセンターコーナンの展開を開始[広報 20]。
  - 10月 - 社長の疋田耕造が、同社の女性取締役の経営する会社との間で、総額1億円超の不明瞭取引を行っていた疑いが浮上し、同社では第三者機関による調査に乗り出すとともに、同年10月11日に予定していた四半期決算の発表を中止[14]。
  - 11月13日 - 社長に疋田直太郎副社長（疋田耕造の長男）が昇格し、疋田耕造が社長を退任して取締役相談役となる[15]。
  - 11月 -　相模原市中央区に新相模原流通センターを開設[広報 22]。
- 2014年（平成26年）9月5日 - 茨城県つくば市につくば学園の森店を開店し、300店舗を達成[広報 23]。
- 2015年（平成27年）
  - ハーバーランド店で消費税免税サービスを開始[広報 24]。
- 2016年（平成28年）
  - 2月 -　ベトナムに子会社を設立[広報 9]。
  - 5月31日 - 堺中央卸売市場株式会社を子会社化[広報 9]。
  - 7月1日 - ホーチミン市ビンタン区に開業したイオンモールビンタンに出店し日本国外初進出[広報 25][広報 26]
  - 中華人民共和国のECサイト「天猫国際」へ出店[広報 24]。
  - 建設職人向けECサイト「職人楽座 コーナンPRO e-shop」を開設[広報 27]。
- 2017年（平成29年）
  - 5月[広報 9] -　小田急電鉄から株式会社ビーバートザンの全株式を取得し子会社化[広報 10]。
  - 法人向け「コーナンコーポレートカード」を運用開始[広報 24]。
- 2018年（平成30年）
  - 4月 - 株式会社ホームインプルーブメントひろせと資本業務提携[広報 28]。
- 2019年（平成31年/令和元年）
  - 4月1日 - 楽天ポイントカードと「コーナンPay」[16]。
  - 6月3日[広報 29] - 会員制建築資材卸売店「建デポ」を運営する建デポ株式会社の全株式を株式会社LIXILやユニゾンキャピタルなどから譲受し、100%子会社化[広報 30]。
  - 7月24日 - 「コーナンPay」への不正アクセスを確認し、サービス停止[17]。
  - 8月19日 - SMSを活用した二段階認証に対応し、サービス再開[18]。
  - 9月 -　川崎市川崎区にコーナン川崎ベイ流通センターを開設[広報 31]。
- 2020年（令和2年）
  - 2月1日 - PPIHの子会社であるドイト株式会社のホームセンター事業及びリフォーム事業を会社分割（簡易吸収分割）により承継[広報 15][広報 14]。
  - 2月19日 - 「コーナンドイト」「コーナンPROドイト」として承継開店[広報 16]。
  - 6月 -　本社を大阪市淀川区へ移転[広報 31]。
  - 9月4日 - 本社事務所跡地にキャンプ用品専門店「CAMP DEPOT」1号店として鳳東町店を開店[11]。
- 2022年（令和2年）
  - 2月 - カンボジア王国にKONAN(CAMBODIA)CO,.LTD.を設立[広報 18]。
  - 7月1日 - プノンペンに「センソックシティ店」を開店[広報 32]（カンボジア1号店[広報 33]）。
  - 10月 -　コーナンビジネスイノベーション株式会社を設立[広報 31]。
- 2023年（令和5年）
  - 3月1日 - 子会社の株式会社ビーバートザンを吸収合併し、「ビーバートザン」の運営を引き継ぐ[広報 11]。
  - 4月24日 - PRO豊見城豊崎店をオープンし、沖縄県へ初出店[19][広報 34]。
  - 6月1日 - 株式会社ホームインプルーブメントひろせを完全子会社化[広報 35]。
  - 8月 - 子会社のコーナンビジネスイノベーションが「ホームセンターコーナン豊中島江店」の一画を利用してバナメイエビの陸上養殖事業を開始[20][21]。

## 店舗形態

### ホームセンターコーナン
2000年代以降は品揃えと価格の強化に力を注いでおり、一般向け商品からプロユースまで幅広い必要性に対応できる商品構成を目指している。売り場面積が2,000坪以上の広い店舗もある。

#### コーナンドイト/コーナンPROドイト
2020年（令和2年）2月1日にドイトからホームセンター事業とプロ事業を承継し、同月19日に「ドイト」のサブブランドにした「コーナンドイト」と「コーナンPROドイト」として承継開店した。
ドイトも参照。

#### コーナンビーバートザン/コーナンビーバープロ
2023年3月1日の吸収合併に伴って株式会社ビーバートザンから運営を引き継ぎ、「コーナン」のサブブランドへ転換された店舗。神奈川県に5店舗、東京都に1店舗の6店舗を展開する。ビーバープロについては、コーナンPROと同種業態にあたる。ビーバートザンも参照。

### コーナンホームストック
小型ホームセンター。

### コーナンPRO
建築・土木・電気工事・設備業などに携わるプロ向けに専門性の高い資材・塗料・作業用品などを幅広く品揃えするプロ向け専門店。
資材等の積込み場も併設している。
建築・塗料・作業用品を核とした職人向け店舗。平日および土曜日の開店時間が朝6時30分や7時（店舗による）と一般店よりも早く、現場へ行く前に立ち寄れるよう利便性を高めている。また、トラックが店内に横付けまたは乗り入れできる構造の店舗が多く、フォークリフトなどによる大量の資材積み込みに対応している。

### キャンプデポ
初級者から中級者を想定顧客としてキャンプ用品を販売するキャンプ専門店。

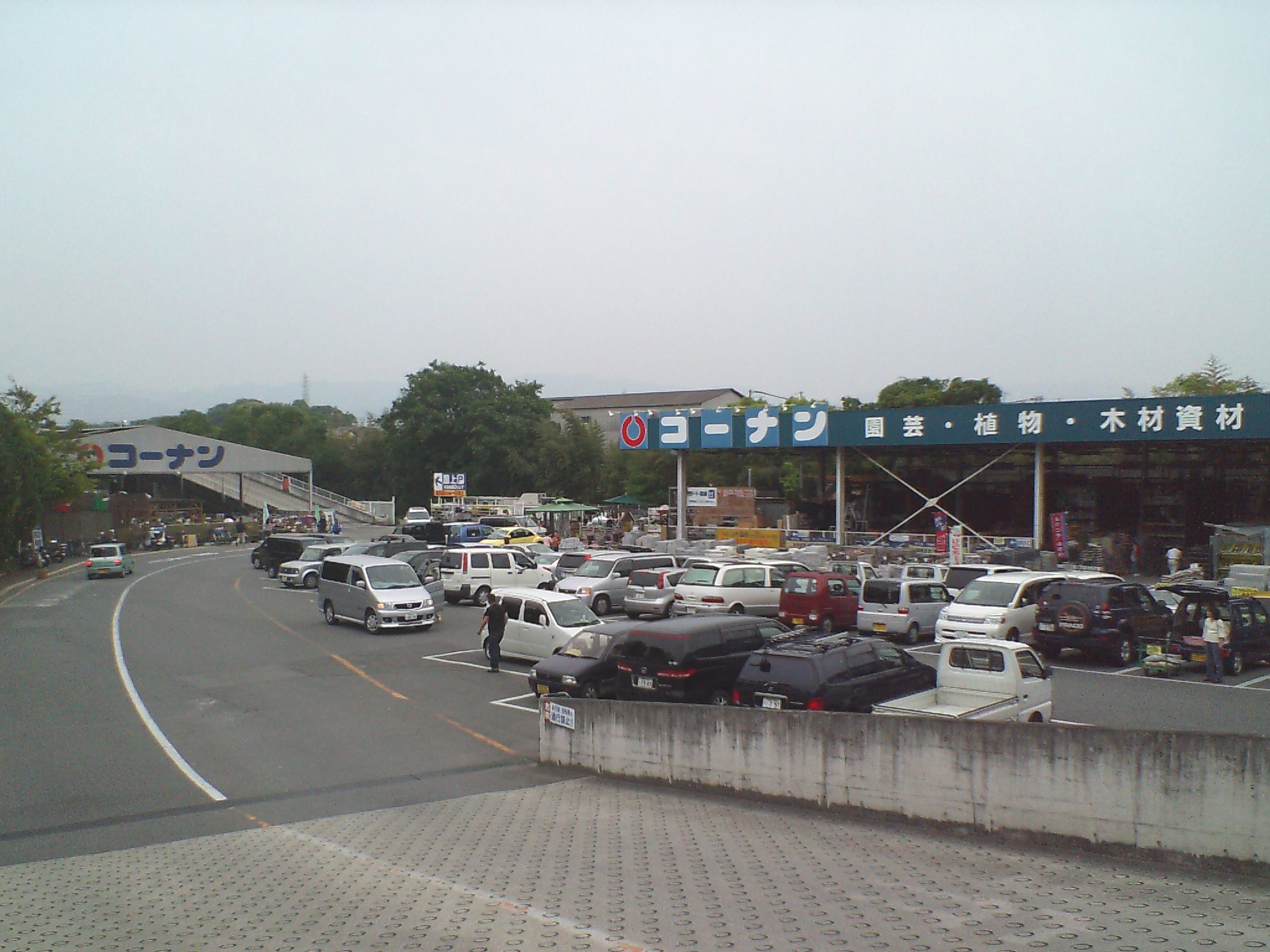
コーナン和泉中央店 （大阪府和泉市）
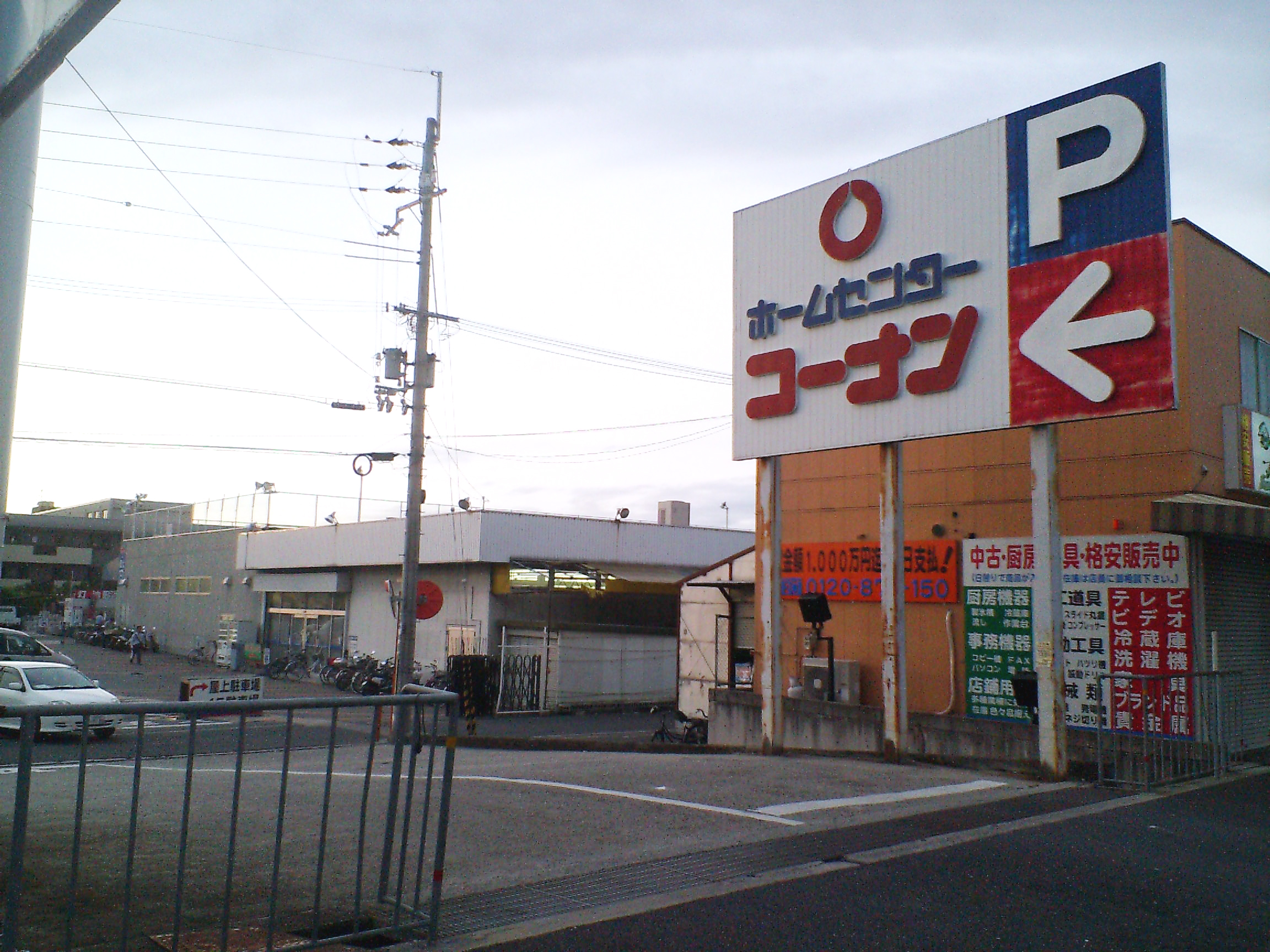
コーナン泉大津店 （大阪府泉大津市）
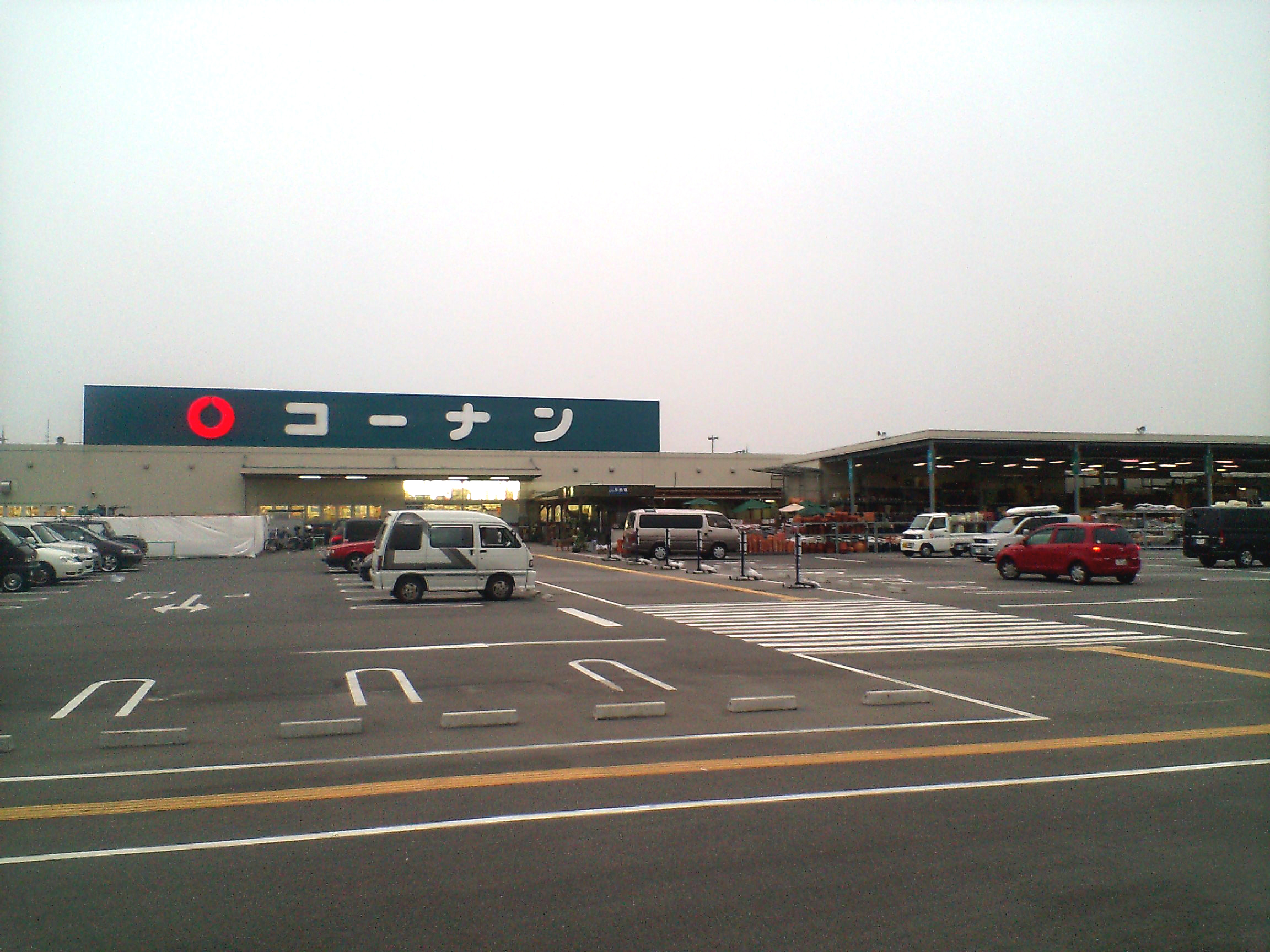
コーナン臨海泉大津店 （大阪府泉大津市）
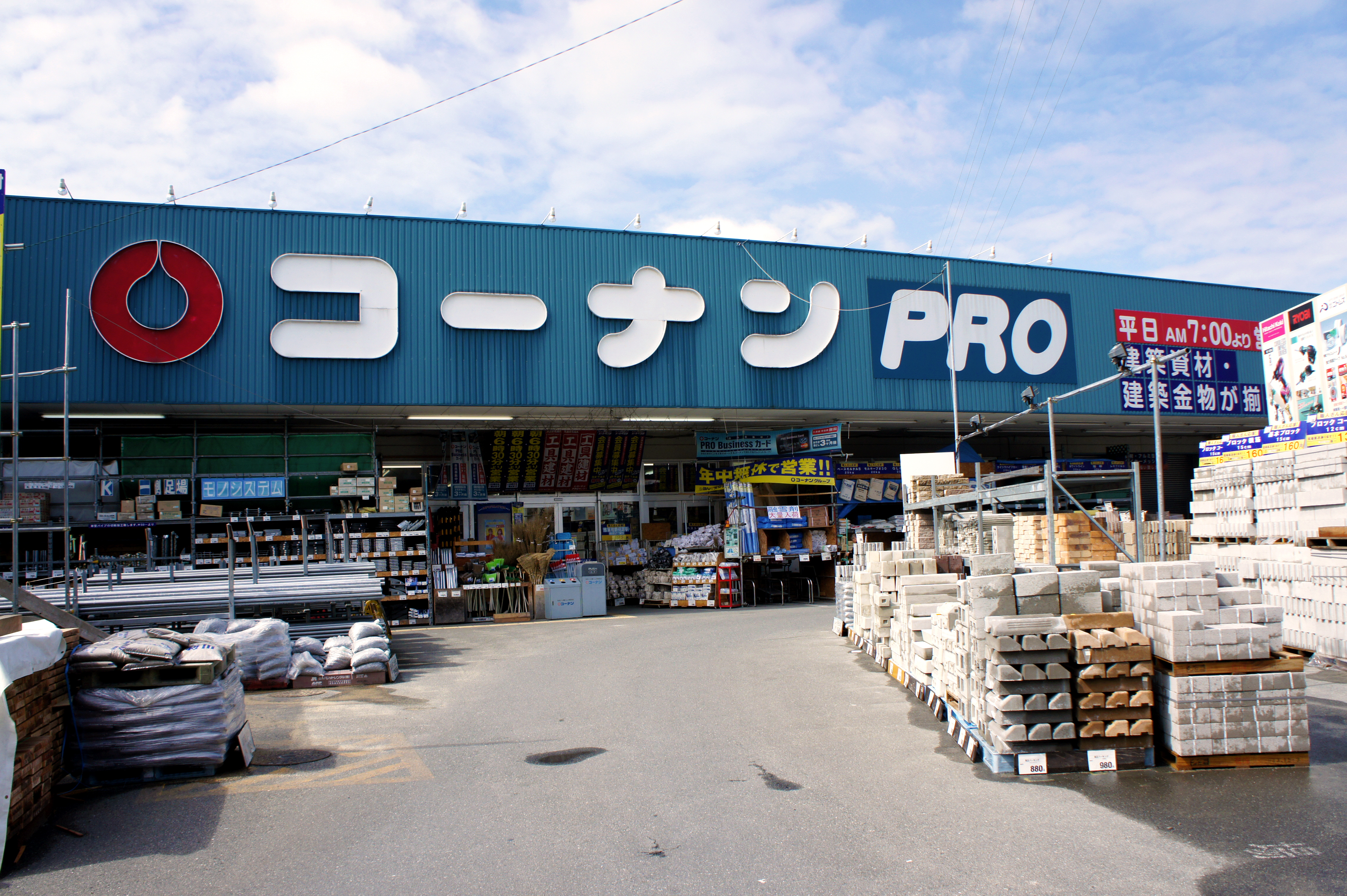
コーナンPRO茨木店 （大阪府茨木市）
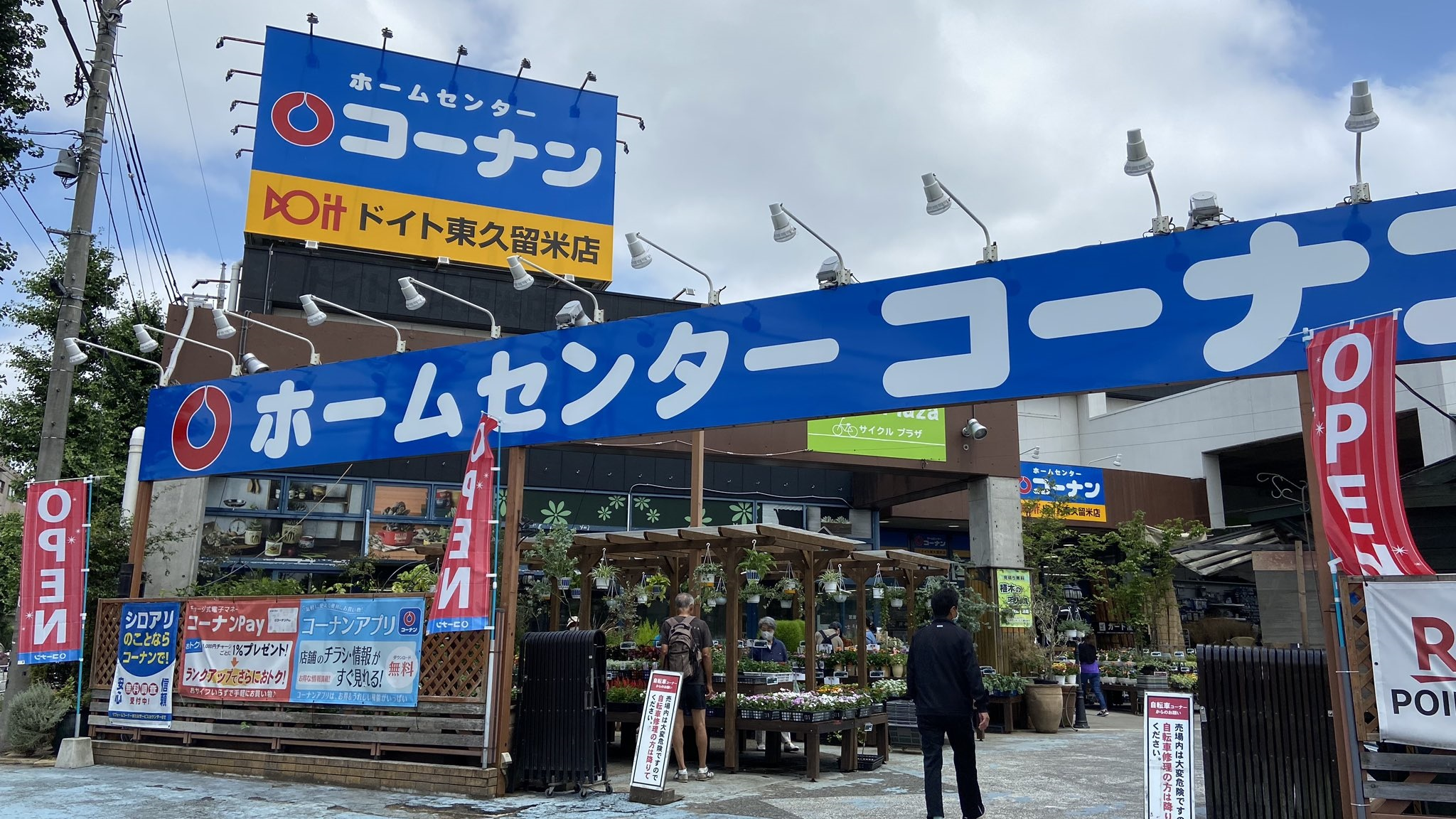
コーナンドイト東久留米店(東京都東久留米市)
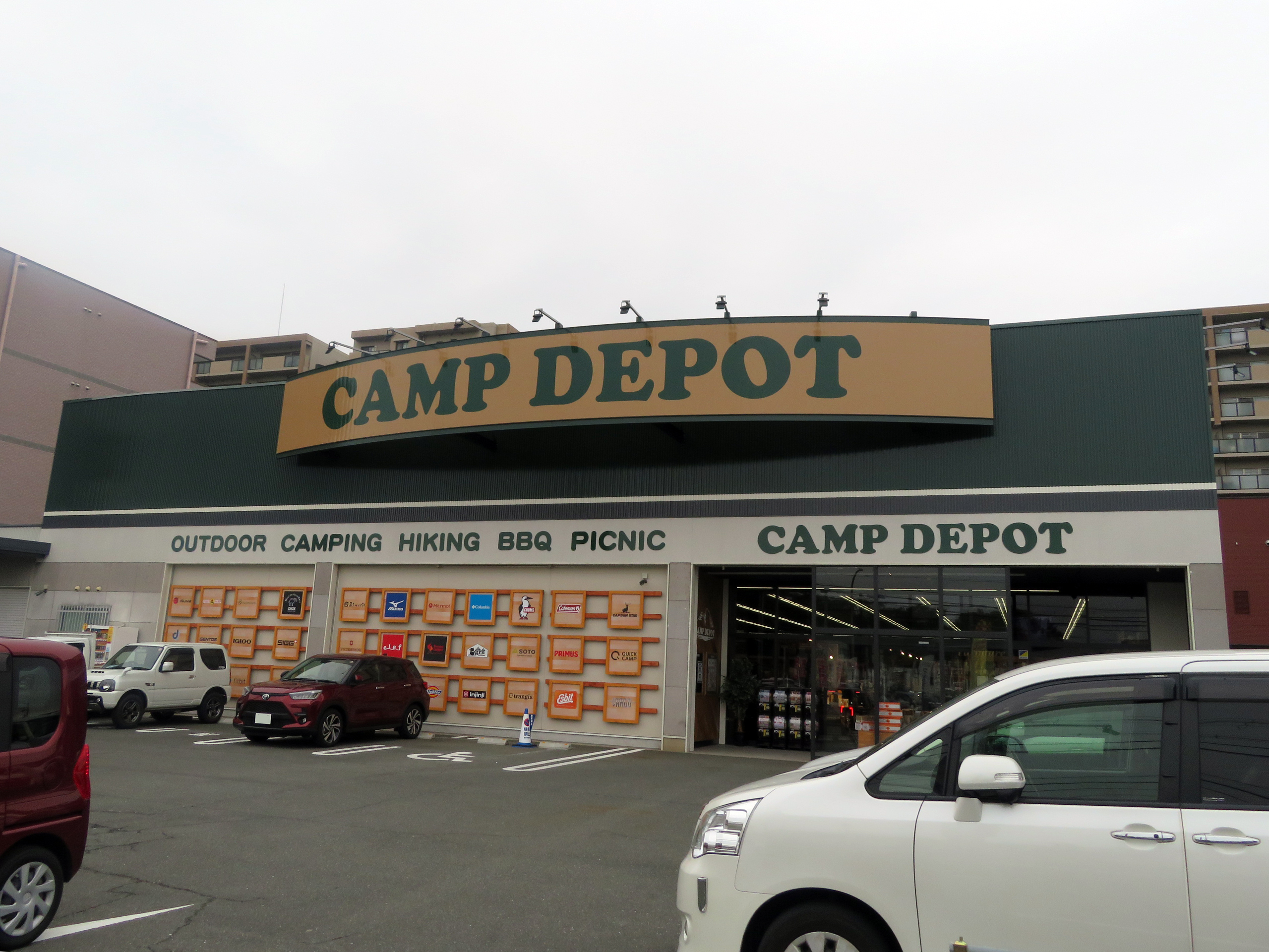
キャンプデポ鳳東町店（旧本社）

### かつて存在した店舗

#### 奈良県
- 学園前店[22] → 学園前登美ケ丘店[広報 38]（奈良市中登美ケ丘3-1[22]、1998年（平成10年）9月9日開店[22] - 2017年（平成29年）12月31日閉店[広報 38]）

売場面積約2,970m2、駐車台数約250台。

#### 兵庫県
- 学園前店（神戸市兵庫区芦原通4-11[22]、1998年（平成10年）10月8日開店[22] - ?閉店）

売場面積約1,970m2。
- 神戸谷上駅前店（神戸市北区山田町下谷上字丸山15-4[23]、?開店 - ?閉店）

鉄骨造2階建て、延べ床面積約12,782m2、売場面積約7,056m2。

#### 三重県
- （初代）名張店（三重県名張市瀬古口字西128-1[24]、?開店 - ?閉店）

ALC造平屋建て、延べ床面積約3,593m2、売場面積約3,285m2。

## 自社ブランド
LIFELEX（）
値ごろ感を訴求した主力のプライベートブランド。
SOUTHERNPORT（）
アウトドア用品を含むレジャー用品のプライベートブランド。
PortTech（）
生活家電製品のプライベートブランド。
なお、2018年（平成30年）11月に「商品供給プロジェクトチーム」が発足され、「LIFELEX」などの自社ブランド製品をグループ会社が運営する「HIヒロセ」「OKホーム&ガーデン（HIヒロセが長崎県で展開するホームセンター）」でも販売されている。
2023年（令和5年）7月19日には、当社と同じく関西を基盤とするドラッグストアキリン堂へ日用消耗品などを中心に製品供給を行うと共に、キリン堂からは薬局設置店を中心に医薬品やヘルスケア用品などの自社ブランド製品の供給を受ける相互供給が開始された
また、当社が出店していないエリアへ向けた自社ブランド製品の供給も行われており、2024年（令和6年）2月には福井県のホームセンターみつわへ、同年8月13日からは石川県を基盤とするロッキーへ順次製品供給を開始している。

### かつて存在した自社ブランド
EDLP（）
高品質低価格を目指したプライベートブランド。

## 関連会社
- 建デポ - 建築資材卸売[広報 45]。
- ホームインプルーブメントひろせ - 2023年（令和5年）6月1日に完全子会社化[広報 35]。
- 大阪エイチシー - 建物・設備メンテナンス[広報 35]。
- わたらせ温泉 - 疋田耕造が100%の株式を保有する旅館業・不動産賃貸業の会社で、2018年（平成30年）12月21日付で同社に資産を譲渡した店舗を当社が従来通り使用していることから、売買処理を行わずに長期未払金を計上して、その返済と利息の支払いを行う取引が続いている[広報 46]。

## 不祥事

### 不明瞭取引による社長辞任
2013年（平成25年）10月、創業者で社長の疋田耕造が、同社の女性取締役が経営する会社との間で、総額1億円超の不明瞭取引を行っていた疑いが浮上。これを受け同社は第三者機関による調査に乗り出すとともに、同年10月11日に予定していた四半期決算の発表を中止し、社長が謝罪した。同年11月13日、疋田耕造の長男である疋田直太郎副社長が社長に昇格し、疋田耕造社長は社長を引責辞任し取締役相談役に就いた。

### 電安法違反による販売停止処分
コーナンで2001年以降に輸入した電気製品を、電気用品安全法で定められた安全検査を実施したことを示すPSEマークを取得せず、長期間にわたり販売していたことが2014年に判明。うち1,015品目は出荷前に電源を入れて動作を確かめる検査をせずに販売しており、88品目は法律で定める材質や形状を満たさないまま店頭販売していた。法律違反が判明したことを受け、コーナン商事は同年同年5月から該当製品の自主回収を実施。同年6月27日、同社は経済産業省から業務改善命令を受けた。家電約1,000品目について「PSEマーク」の表示を最長3か月間禁じ、PSEマークのない家電製品は販売できないため事実上の販売停止処分となる。2001年の同法施行以来、PSEマークの表示禁止処分は初となるが、違反品目数が多いことから経済産業省は初の処分を下した。

### コーナンPayへの不正アクセス
ハウスプリペイド電子マネーであるコーナンPayは、当時は二段階認証などのセキュリティ対策が施されていなかったことから、2019年（令和元年）7月23日にそれが原因で20万件のパスワードリスト型攻撃を受け、顧客アカウントに500件の不正アクセスが発生し、サービスを一時停止する事態となった。「コーナンPay」のアカウント発行案内メールが不特定多数に送られていた（外部からのパスワード攻撃による不正アクセス）事案と不正ログインが疑われる事案が確認された。
これを受け、同社は翌7月24日に「コーナンPay」のサービス提供を一時停止することを発表。
同年8月19日、同社は「コーナンPay」のサービス提供を再開。再開に際しては、モバイルカードにSMSを用いた二段階認証を導入してセキュリティの強化が行われ、期間限定マネーのチャージも行われた。
なお、この事件の直前の2019年（令和元年）7月3日にコーナンPayと同様の原因で同月1日にサービス開始されたばかりのセブン・ペイ不正アクセス事件が発生し、同年9月30日にサービス終了となった。

## 関係する人物
- 疋田耕造 - 創業者、元社長。
- 疋田直太郎 - 現社長（2代目）、疋田耕造の長男[15]。
- 涼紫央 - 疋田耕造の娘。元・宝塚歌劇団星組男役。コーナンでは宝塚歌劇への招待キャンペーンも行っていた。[要出典]